# Estado Federado Hmong ChaoFa
El Estado Federado Hmong ChaoFa (Hmong ChaoFa Federated State) es una organización creada con el fin de restaurar la autodeterminación del pueblo hmong de Laos a través de campañas pacíficas, en el Sudeste Asiático y en todo el mundo.
El Hmong ChaoFa reclama el autogobierno de los hmong en los territorios que habitan en Laos, donde unos 320.000 indígenas ocupan un área de 48.769 km², en las zonas montañosas del norte del país, en las provincias de Houaphan, Xiangkhoang y Xaignabouli, y la ciudad de Luang Prabang, a orillas del río Mekong. 
Los territorios hmong limitan al oeste con Vietnam, al norte con China y al noroeste con Birmania. La cima más alta alcanza los 2.800 m, y el norte y el este de la región están cubiertos de densos bosques.
El Estado Federado Hmong ChaoFa entró a formar parte de la Organización de Naciones y Pueblos No Representados el 2 de febrero de 2007.

## Los hmong
Los hmong son un grupo étnico asiático de las regiones montañosas de China, Vietnam, Laos y Tailandia. Gran parte de los hmong lucharon contra el Pathet Lao, equivalente laosiano del Frente Nacional de Liberación de Vietnam o Viet Cong. Tras la victoria del Pathet Lao, miles de hmong buscaron asilo político en Tailandia. Un grupo importante emigró a Estados Unidos y otros menores a Australia, Francia, la Guayana Francesa y Canadá. Actualmente quedan unos 8.000 refugiados hmong en Tailandia, principalmente en Isan , en campos cercanos a la frontera de Laos.